# John L. Murray (Jurist)
John Loyola Murray (* 17. Juni 1943 in Limerick, County Limerick; † 18. Januar 2023) war ein irischer Richter, zweimaliger Generalstaatsanwalt (Attorney General of Ireland) und langjähriger Richter am Europäischen Gerichtshof. Er war von 2004 bis 2011 Chief Justice of Ireland, Oberster Richter des Supreme Court.

## Leben
Nach dem Besuch des Crescent College sowie des Rockwell College studierte er Rechtswissenschaft am University College Dublin sowie am King’s Inns. Während seines Studiums war er aktives Mitglied der Studierendenvertretung und wurde zweimal zum Präsidenten der Union der Studenten Irlands gewählt. Nach seiner anwaltlichen Zulassung 1967 war er als Rechtsanwalt tätig und war 1981 mit der Berufung zum Inner Bar als Senior Counsel tätig.
Im August 1982 wurde er erstmals Generalstaatsanwalt Irlands, wobei er dieses Amt allerdings nur bis zum Dezember 1982 bekleidete. Anschließend nahm er wiederum seine private Tätigkeit als Rechtsanwalt auf, ehe er von März 1987 bis September 1991 erneut Generalstaatsanwalt war.
Nach Beendigung dieser Tätigkeit wurde er 1991 zum Richter an den Europäischen Gerichtshof (EuGH) berufen und verblieb dort bis 1999. Während dieser Zeit war er außerdem von 1994 bis 2002 Gastprofessor an der Summer School der Georgetown University, an der Ruprecht-Karls-Universität Heidelberg sowie an der Universität Florenz. Daneben war er zwischen 1997 und 2000 Gastprofessor für Europarecht an der Université catholique de Louvain sowie 1998 Gastprofessor für Menschenrechte an der Universität Aix-Marseille.
Nach Beendigung seiner Tätigkeit als Richter am Europäischen Gerichtshof wurde er 1999 zum Richter am Supreme Court berufen. Während dieser Tätigkeit war er zwischen 2000 und 2003 auch Vorsitzender des Anti-Betrugs-Komitees der Europäischen Zentralbank (EZB).
Ab dem 23. Juli 2004 bis 2011 war John L. Murray Chief Justice of Ireland und damit Oberster Richter des Supreme Court. Aufgrund dieser Tätigkeit war er nach der Verfassung von Irland auch Mitglied des Staatsrates (Comhairle Stáit) sowie der Presidential Commission (Coimisiún na hUachtaránachta). Daneben war er von 2004 bis 2007 Vorsitzender des Ad-hoc-Komitees der Europäischen Kommission für Ethik.
Für seine Leistungen wurde er mehrfach ausgezeichnet und erhielt neben dem Großkreuz des Verdienstordens des Großherzogtums Luxemburg von der University of Limerick 1993 sowie von der New England School of Law in Boston 2003 einen Ehrendoktortitel der Rechtswissenschaften verliehen.
Er starb im Januar 2023 im Alter von 79 Jahren.